# Monet in Nederland

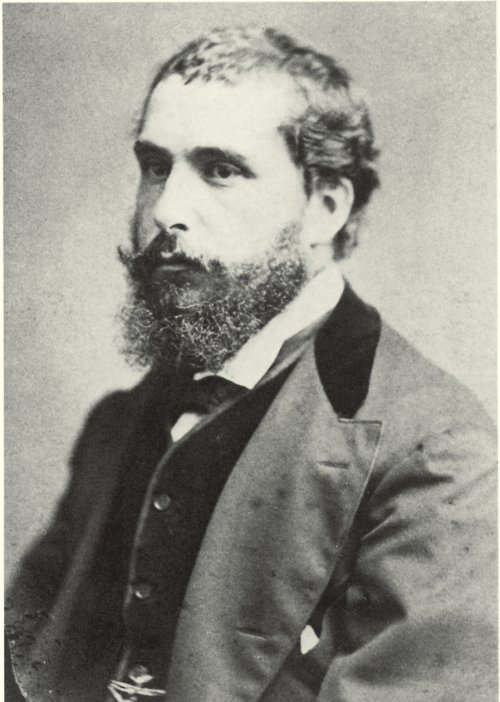
Claude Monet door de fotograaf Albert Greiner, Amsterdam, 1871

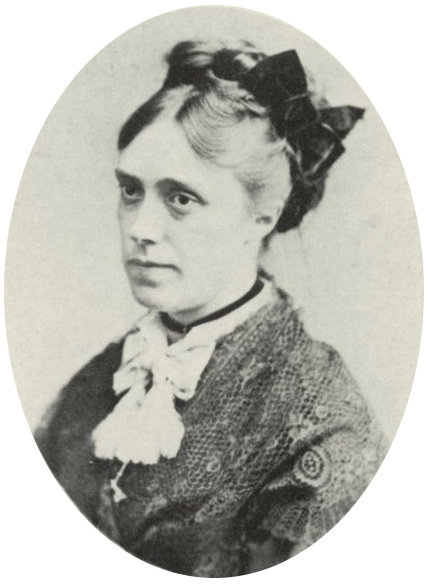
Camille Monet door Greiner, 1871

Monet in Nederland refereert aan drie bezoeken die de Franse impressionistische kunstschilder Claude Monet in de jaren 1870-1880 aan Nederland bracht. In 1871 verbleef hij vier maanden in Zaandam, begin 1874 bezocht hij Amsterdam en in 1886 werkte hij in de bollenstreek. Tijdens deze verblijven zou hij 42 schilderijen maken met typisch Hollandse onderwerpen als riviergezichten, vaak met molens en bootjes, stadsgezichten van Amsterdam en tulpenvelden.

## 1870: vertrek naar Londen
Kort nadat Frankrijk tijdens de Frans-Duitse Oorlog in september 1870 door de Duitsers onder de voeten werd gelopen, vertrok Monet met zijn vrouw Camille en zoontje Jean, vanuit Le Havre naar Londen. Doorgaans wordt de precaire politieke situatie in zijn land als reden voor zijn vertrek gezien, maar dat is niet helemaal zeker. Vanuit zijn correspondentie kunnen zijn overwegingen in elk geval niet nader worden gespecificeerd. Wel is duidelijk dat hij in die periode ook acute geldproblemen had. Hoe dan ook in november 1870 is zijn verblijf in Londen gedocumenteerd. Hij zou er zeven maanden blijven.

## 1871: verblijf in Zaandam
Begin juni 1871 vertrekt Monet vanuit Londen naar Nederland en reist via Rotterdam naar Zaandam, waar hij zijn intrek neemt in hotel 'De Beurs'. Ook voor zijn komst naar Nederland valt geen andere reden op te geven dan de nog niet stabiele politieke situatie in Frankrijk, zonder dat duidelijk wordt waarom hij precies voor Nederland kiest. Op 2 juni schrijft hij aan zijn vriend Camille Pissarro: "Eindelijk zijn we aan het einde van onze reis gekomen. We hebben bijna heel Holland doorkruist en werkelijk, wat ik ervan gezien heb is veel mooier dan men zegt. Zaandam is wel heel bijzonder en er is genoeg te schilderen voor een heel leven. Ik geloof dat we een goed onderkomen hebben gevonden. De Hollanders maken een prettige en gastvrije indruk" Mogelijk dat zijn belangstelling voor Nederland was gewekt door Johan Barthold Jongkind, met wie hij in Frankrijk bevriend was geraakt. Ook zijn aandacht voor de verfijnde tonaliteit van de Hollandse luchten en de weerspiegelingen ervan in het aanwezige water, kan daarbij hebben meegespeeld.
Monet zou ruim vier maanden in Zaandam blijven en er een vijfentwintigtal werken produceren. Hij schilderde vooral riviergezichten aan de Zaan, vaak met molens of kleine zeilboten, een aantal havengezichten en één portret, van juffrouw Guurtje van de Stadt. Niet eenmaal zou hij zijn ezel buiten Zaandam zetten. Wel reisde hij enkele keren naar Amsterdam, waar hij onder andere het Rijksmuseum bezocht en zich met Camille liet fotograferen door hoffotograaf Albert Greiner. Op 8 oktober vertrok hij uit Zaandam om via een korte stop te Amsterdam terug te reizen naar Parijs. Van zijn korte verblijf in Amsterdam is weinig bekend. Wel tekent hij op 10 oktober het gastenboek van het Frans Hals Museum en moet hij dus een uitstapje naar Haarlem hebben gemaakt. Korte tijd later, in elk geval op 19 november, bevindt hij zich weer in Parijs, om zich vervolgens te vestigen in Argenteuil.

## 1874: bezoek aan Amsterdam
In februari-maart 1874 keerde Monet naar Amsterdam terug om er de stad te schilderen. Van dit bezoek is mogelijk nog minder bekend dan van zijn vorige aan Zaandam. Er is nauwelijks iets van gedocumenteerd en zijn verblijf is ook niet exact te dateren. Nog tot aan het einde van de Twintigste Eeuw werd zelfs aangenomen dat hij een aantal Amsterdamse werken schilderde na afloop van zijn bezoek aan Zaandam, waarbij kunstkenners worstelden met de vraag hoe zijn twee wintergezichten te dateren. Monet schilderde twaalf werken in Amsterdam in een stijl die duidelijk alweer verder geëvolueerd is dan die waarin hij zijn Zaanse werken maakte: zijn palet is minder pover, heeft meer kleur, en stilistisch heeft hij meer dan voorheen aandacht voor de 'totaalcompositie', hetgeen hij in die jaren als een centrale conceptie beschouwde. Meer ook dan drie jaar eerder heeft hij in Amsterdam zijn focus gericht op de lichtwerking. In zijn latere leven zei hij ooit dat hij niet de objecten schilderde, "maar het omhuld zijn van de dingen door atmosfeer en licht". In zijn Amsterdamse werken tekent zich dit al duidelijk af.
|                                                                           |  |  |
| Groenburgwal en Zuiderkerk, door Monet en nu: een 'historische sensatie'. |  |  |

Een bijzondere anekdote van Monets bezoeken aan Nederland betreft de aankoop van een reeks Japanse prenten. Vanwege de handelsbetrekkingen die Nederland had met Japan waren er al rond 1870 veel Japanse prenten te koop, in een periode dat het Japonisme eigenlijk nog moest beginnen. De schrijver Octave Mirbeau schreef in zijn herinneringen dat Monet tijdens zijn verblijf in Zaandam bij een kruidenier een grote hoeveelheid Japanse prenten aantrof, die door deze werden gebruikt als pakpapier. Uiteindelijk kreeg hij ze allemaal geschonken. Wat waar is van het verhaal is niet te achterhalen, maar feit is wel dat Monet tijdens zijn verblijf in Amsterdam beide keren een groot aantal Japanse prenten mee terug nam naar Frankrijk en daarmee een belangrijke bijdrage leverde aan de opkomst van het Japonisme.

## 1886: in de bollenvelden
In mei 1886 bracht Monet zijn laatste bezoek aan Nederland, op uitnodiging van de Franse ambassade. Hij was toen al duidelijk meer bekend dan begin jaren 1870, getuige ook diverse meldingen van zijn aanwezigheid te lande in de Nederlandse pers. Voor een periode van ongeveer een maand verbleef hij in Den Haag en van daaruit trok hij met zijn schildergerei een maand lang door de bollenstreek om er de tulpenvelden te schilderen, vaak in de buurt van Rijnsburg en Sassenheim. In tijdschrift De Portefeuille stond daarover te lezen dat "de bonte schakering dier bloemen, even schitterend als Perzische kleedjes, ongetwijfeld veel aantrekkelijks moeten hebben voor dien schilder". In tegenstelling tot zijn eerdere bezoeken had hij deze keer 'goed weer', maar niet veel tijd. De zes schilderijen die hij er schilderde heeft hij vrijwel allemaal nog in Frankrijk af moeten maken. Een aantal werken lijken ook enigszins haastig gemaakt, leunen op een globaal uitgewerkte onderschildering, waarmee ze niet tot zijn sterkste werken worden gerekend. Niettemin verleent de kleurenpracht ze een bijzondere levendigheid.

## Duiding en waardering
De 42 werken die Monet in Nederland schilderde nemen binnen diens oeuvre een bijzondere plek in, vooral vanwege de afwijkende tonaliteit. Wellicht is die bijzondere tonaliteit ook een van de dingen die Monet in Holland zocht: de grauwe luchten en het vele grijze water. De keuze van zijn onderwerpen lijken enigszins stereotiep: molens, boten, tulpenvelden, oud Hollandse havens en stadsgezichten van Amsterdam. Geplaatst in die tijd, eind negentiende eeuw, toen er nauwelijks nog toerisme was, mogen ze echter wel degelijk authentiek Hollands heten. Vanuit Nederlands perspectief zit er bovendien nog een bijzonderheid aan dat vrijwel alle plekken waar hij schilderde nog steeds uitstekend herkenbaar en te lokaliseren zijn. "Zijn sporen lijken nog bijna warm en zijn nog overal te volgen", schrijft kunsthistoricus Ernst van de Wetering hierover: "Het ontdekken van de plek waar hij met zijn schildersezel moet hebben gestaan wekt in hevige mate het gevoel op dat Johan Huizinga de 'historische sensatie' noemde: het plotseling oplichten van het besef dat het verleden werkelijk bestaan heeft".
Vanuit kunsthistorisch oogpunt zijn de 'Hollandse' werken binnen het oeuvre van Monet altijd enigszins onderbelicht gebleven, hoewel met name zijn Amsterdamse stadsgezichten algemeen worden beschouwd "als ware manifestaties van de impressionistische techniek". Cultuurhistorisch zijn de werken met name voor Nederland echter van bijzondere betekenis en kunnen ze volgens Van de Wetering worden beschouwd als een uniek tijdsdocument: "Ze leggen een stuk verleden bloot dat nog steeds herkenbaar is in het heden".

## De schilderijen
Onderstaande lijst omvat alle schilderijen die Monet tijdens zijn verblijven in 1871 en 1886 in Nederland maakte.
| Nr | Afbeelding | Titel                                              | Jaar      | Afmeting  | Locatie                                          |
| -- | ---------- | -------------------------------------------------- | --------- | --------- | ------------------------------------------------ |
| 1  |            | De haven en de Dam                                 | 1871      | 47x74 cm  | Particulier bezit                                |
| 2  |            | De haven en de Dam                                 | 1871      | 45x72 cm  | Particulier bezit                                |
| 3  |            | De haven en de Dam                                 | 1871      | 45x72 cm  | Particulier bezit                                |
| 4  |            | De Dam en de sluizen aan de Achterzaan             | 1871      | 44x72 cm  | Particulier bezit, VS                            |
| 5  |            | De Zuiddijk, met het stadshuis en de Oostzijdekerk | 1871      | 48x73 cm  | Musée d'Orsay. Parijs                            |
| 6  |            | Tuinhuizen aan de Achterzaan                       | 1871      | 44x67 cm  | Metropolitan Museum of Art, New York             |
| 7  |            | Huizen aan de Achterzaan                           | 1871      | 44x65 cm  | Particulier bezit                                |
| 8  |            | Tuinhuis aan de Zaan                               | 1871      | 54x74 cm  | Particulier bezit                                |
| 9  |            | Huizen aan de Achterzaan                           | 1871      | 48x73 cm  | Städel Museum Frankfurt am Main                  |
| 10 |            | Molens langs de Noordervaldeursloot                | 1871      | 46x71 cm  | Particulier bezit                                |
| 11 |            | De Zaan bij Zaandam                                | 1871      | 42x73 cm  | Particulier bezit                                |
| 12 |            | De Zaan bij Zaandam                                | 1871      | 35x71 cm  | Glynn Vivian Art Gallery Swansea                 |
| 13 |            | Molens in het Westzijderveld                       | 1871      | 47x73 cm  | Van Gogh Museum Amsterdam                        |
| 14 |            | Molens in het Westzijderveld                       | 1871      | 48x73 cm  | Particulier bezit                                |
| 15 |            | Het blauwe huis op de Hogendijk                    | 1871      | 41x61 cm  | Particulier bezit                                |
| 16 |            | De Voorzaan en de Westerhem                        | 1871      | 18x38 cm  | Musée Marmottan Monet Parijs                     |
| 17 |            | De Voorzaan en de Westerhem                        | 1871      | 39x71 cm  | Zaans Museum Zaandam                             |
| 18 |            | De Voorzaan en de Westerhem                        | 1871      | 34x73 cm  | Particulier bezit                                |
| 19 |            | De voetbrug                                        | 1871      | 46x38 cm  | Musée des Ursulines Mâcon                        |
| 20 |            | De molen 'Het Oosterkattegat'                      | 1871      | 48x73 cm  | Particulier bezit                                |
| 21 |            | De molen 'Het Oosterkattegat'                      | 1871      | 42x73 cm  | Ashmolean Museum Oxford                          |
| 22 |            | De molen 'Het Oosterkattegat'                      | 1871      | 48x73 cm  | Particulier bezit                                |
| 23 |            | Het weerpad                                        | 1871      | 40x72 cm  | Walters Art Museum Baltimore                     |
| 24 |            | De Voorzaan en het IJ                              | 1871      | 34x73 cm  | Nationalmuseum Stockholm                         |
| 25 |            | Portret van Guurtje van de Stadt                   | 1871      | 73x40 cm  | Kröller-Müller Museum Otterlo                    |
| 26 |            | Het IJ                                             | 1871 1874 | 50x75 cm  | Particulier bezit                                |
| 27 |            | De haven van Amsterdam                             | 1874      | 60x81 cm  | Particulier bezit                                |
| 28 |            | De Montelbaanstoren en de Oude Schans              | 1874      | 60x81 cm  | Particulier bezit                                |
| 29 |            | De Montelbaanstoren en de Rapenburgwal             | 1874      | 53x63 cm  | Shelburne Museum Shelburne (Vermont)             |
| 30 |            | De Binnen-Amstel en de Munttoren                   | 1874      | 55x74 cm  | Particulier bezit                                |
| 31 |            | Het Kamperhoofd                                    | 1874      | 61x101 cm | Stichting Tiers-Monde Zürich                     |
| 32 |            | Het Kamperhoofd en de Oude Waal                    | 1874      | 50x68 cm  | Van Gogh Museum Amsterdam                        |
| 33 |            | De Groenburgwal en de Zuiderkerk                   | 1874      | 56x65 cm  | Collection d'Arschot                             |
| 34 |            | De Groenburgwal en de Zuiderkerk                   | 1874      | 54x65 cm  | Philadelphia Museum of Art                       |
| 35 |            | De molen'De Roozeboom'                             | 1874      | 54x65 cm  | Museum of Fine Arts Houston                      |
| 36 |            | De Gelderse Kade                                   | 1874      | 55x65 cm  | Museo Botero, Bogota                             |
| 37 |            | Het Westerdok en de Posthoornkerk                  | 1874      | 56x73 cm  | Particulier bezit                                |
| 38 |            | Bloembollenvelden bij Sassenheim                   | 1886      | 60x73 cm  | Clark Art Institute Williamstown (Massachusetts) |
| 39 |            | Bloembollenvelden bij Sassenheim                   | 1886      | 60x73 cm  | Collectie Henry Ford II                          |
| 40 |            | Bloembollenvelden en molens bij Rijnsburg          | 1886      | 65x81 cm  | Van Goghmuseum Amsterdam                         |
| 41 |            | Bloembollenvelden en molen bij Rijnsburg           | 1886      | 65x81 cm  | Musée d'Orsay Parijs                             |
| 42 |            | Bloembollenvelden en molen bij Rijnsburg           | 1886      | 54x81 cm  | Musée Marmottan Parijs                           |